# Tejne
En tejne var en oval madkasse af brede træspåner af f.eks. Selje-Pil. De laves i husflid og i sløjdundervisningen, men de var ganske almindelige fra oldtiden til omkring år 1900. Produktet var også kendt under navnet madtejne; men andre tejner findes til andre formål. Når man til markarbejdet medbragte maden i en tejne, havde man drikkevarer (øl eller vand) i en lejle (lille tønde).
Tejnens ovalt formede yderskal laves af brede træspåner, der blødgøres og formes omkring en kerne. Denne fremgangsmåde kaldes svøbeteknik og bruges også til shakersektens ovale æsker og til samesløjdens birkebarksæsker fra området birkebarkssløjd. Tejnen kendes på lågets fastgørelse ved indklemning i hakkene i de to træstokke, der er i hver ende af tejnen på den smalleste led.
Tejner fremstilles i sløjd inden for området kulturteknikker.
Begrebet Tejne eller Tene bruges også om en flettet kurvlignende ruse eller fælder til fangst af fx. ål, laks, ørred ell. hummer (→Hummertejne).